# Reformatorische Politieke Federatie

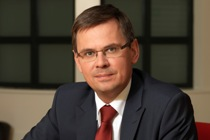
Der RPF-Politiker André Rouvoet war 2007–2010 für die ChristenUnie stellvertretender Ministerpräsident.

Reformatorische Politieke Federatie (deutsch Reformatorische Politische Föderation) war der Name einer politischen Partei in den Niederlanden. Sie existierte von 1975 bis 2001, als sie mit dem Gereformeerd Politiek Verbond zur ChristenUnie wurde.
Die Partei hatte jeweils zwischen einem und drei Sitzen in der Zweiten Kammer. Kurz vor der Vereinigung mit der GPV hatte sie mit etwa 12.000 Mitgliedern den Höhepunkt ihrer Mitgliederzahl erreicht.
Gründungsmotiv für die RPF war die sich anbahnende Fusion der drei großen christlichen Parteien zum Christen-Democratisch Appèl (vollzogen 1977–1980). Vor allem die Zusammenarbeit mit Politikern der katholischen Partei war einigen streng-protestantisch Ausgerichteten ein Dorn im Auge. Die RPF war ein Zusammenschluss von Wahlvereinigungen in Gelderland und Overijssel sowie drei weiteren Gruppen. Im Gegensatz zur GPV und auch zur älteren streng-protestantischen Partei, der SGP, bezog sich die Partei nicht ausschließlich auf die Drie Formulieren van Enigheid (Heidelberger Katechismus, Niederländisches Glaubensbekenntnis, Lehrregeln von Dordrecht). Als reformatorische Grundlage sah der Federatieraad (Föderationsrat) Schöpfung, Sündenfall und die Erlösung durch Jesus Christus an.

## Belege
1. ↑  Reformatorisch Staatkundig Verbond? : over de samenwerking tussen SGP, GPV en RPF (1975-2000), S. 53–55.